# 방패연골
방패연골(thyroid cartilage) 또는 갑상연골(甲狀軟骨)은 사람에 존재하여 기관을 둘러싸고 있는 아홉 개의 후두연골 중 가장 큰 연골이다. 대다수 다른 후두연골과 같이 기관을 완전히 둘러싸지는 않는다. 반지연골만 기관을 완전히 둘러싼다.

## 구조
방패연골은 후두의 앞, 갑상샘의 위에 위치한 유리연골로 된 구조물이다. 두 개의 판이 정중선에서 만나는 구조로 되어 있으며, 이 정중선에서 가장 앞으로 솟아 있는 부분은 후두융기라고 한다. 후두융기는 흔히 '아담의 사과'로도 불린다. 후두융기 위쪽의 정중선은 위후두패임(superior thyroid notch), 아래쪽 정중선은 아래후두패임(inferior thyroid notch)이라고 한다.
방패연골의 두 판은 기관 측면을 덮고 있는 바깥면을 형성한다. 각 판의 뒤쪽 모서리는 방패연골 아래에 있는 반지연골과 관절을 이뤄반지방패관절을 형성한다. 방패연골의 위쪽 모서리는 방패목뿔막을 통해 목뿔뼈에 붙는다. 방패연골의 위치는 보통 넷째에서 다섯째 목뼈(C4-C5) 높이이다.
'빗선'(oblique line)은 방패연골에 존재하는 선으로 갑상샘의 가쪽 경계를 나타낸다. 방패목뿔근과 아래인두수축근이 빗선에서 일어나며 복장방패근은 빗선에 닿는다.

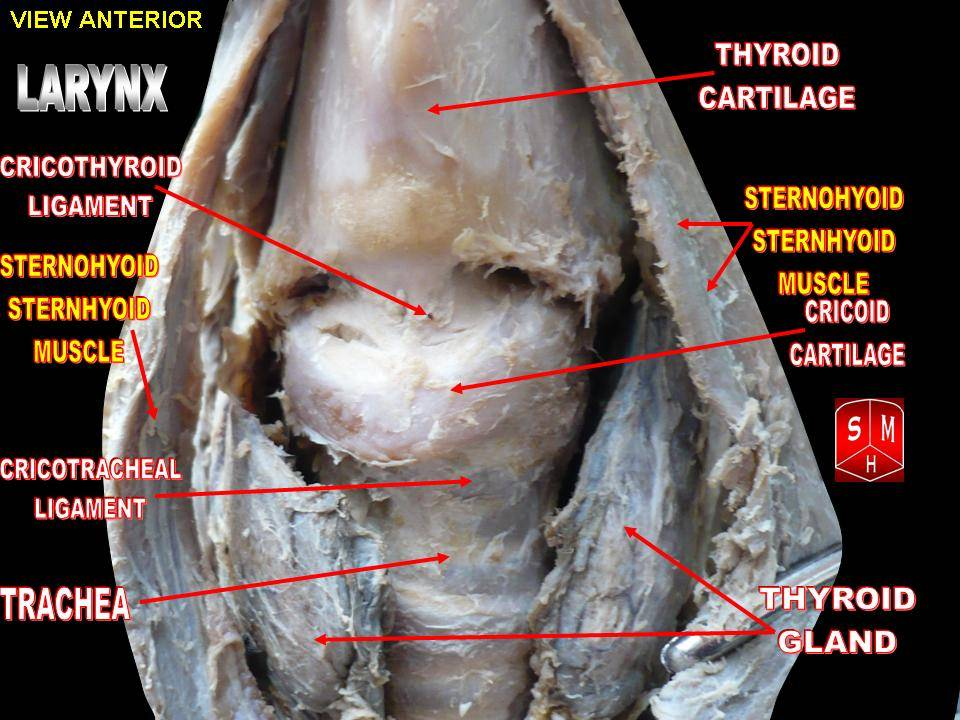
방패연골

방패연골이 움직이면 성대주름의 긴장도를 바꿔서 발성에 변화가 일어난다.

## 기능
방패연골은 후두 앞벽을 형성하며, 바로 뒤쪽에 있는 성대주름을 보호한다.
반지연골에 대한 방패연골의 각도가 변하면 목소리의 음높이가 변한다.
반지연골에 여러 근육이 붙는다. 복장방패근은 방패연골에 닿으며 방패목뿔근, 방패모뿔근, 아래인두수축근이 방패연골에서 일어난다.

## 같이 보기
- 후두

## 참고 문헌
이 문서는 현재 퍼블릭 도메인에 속하는 그레이 해부학 제20판(1918) page 1073의 내용을 기초로 작성된 글이 포함되어 있습니다.